# Francesco Graziani
Francesco Graziani, detto Ciccio (Subiaco, 16 dicembre 1952), è un ex calciatore e allenatore di calcio italiano, di ruolo attaccante. Con la nazionale italiana si è laureato campione del mondo nel 1982.
Da giocatore ha legato il suo nome al Torino, con cui ha vinto il campionato 1975-1976 e di cui è il settimo marcatore di tutti i tempi con 122 reti (dietro a Valentino Mazzola con 123).

## Biografia
È padre di Gabriele, anch'egli ex calciatore italiano, di ruolo attaccante e in seguito dirigente sportivo. Si professa cattolico.

## Caratteristiche tecniche

### Giocatore

Graziani festeggia con il trofeo della Coppa Italia 1983-1984

Era un attaccante molto abile nel gioco aereo.

## Carriera

### Giocatore

#### Club

Graziani alla Fiorentina nei primi anni 80

Muove i primi passi da calciatore nella Vis Subiaco, squadra del suo paese natale. Dopo alcuni provini viene preso dal Bettini Quadraro, società dilettantistica romana.
Nel 1970 passa all'Arezzo; nel 1972 il suo cartellino viene acquistato dal Torino che tuttavia lo lascia in prestito alla società toscana per un'altra stagione. Una volta approdato in Piemonte, con la maglia granata Graziani disputa otto stagioni, esordendo in Serie A il 18 novembre 1973 contro la Sampdoria e realizzando la sua prima rete in massima serie il 16 dicembre contro il Bologna. In totale, con la società piemontese colleziona 289 presenze segnando 122 reti, così suddivise: 221 (97 gol) in campionato, 45 (17 gol) in Coppa Italia e 23 (8 gol) nelle coppe europee, vincendo lo scudetto nella stagione 1975-1976.
Nel corso del successivo campionato, Graziani si impone nella classifica cannonieri con un bottino di 21 gol. Nella stessa stagione è protagonista di una curiosa esperienza, quando nella sfida di ritorno della Coppa dei Campioni contro il Borussia Mönchengladbach, deve improvvisarsi portiere negli ultimi 20 minuti a causa dell'espulsione di Luciano Castellini (che lasciava peraltro i granata in 8 dopo i precedenti cartellini rossi a Vittorio Caporale e Renato Zaccarelli): Graziani compie due buoni interventi, riuscendo a mantenere la porta inviolata, ma il risultato di 0-0 non permette al Torino di superare il turno.
Nel suo tradizionale ruolo da centravanti, forma in quegli anni in maglia granata la celebre coppia detta dei Gemelli del gol assieme al compagno di reparto Paolo Pulici. Lascia il Torino nel 1981 quando, assieme all'altro granata Eraldo Pecci, raggiunge la Fiorentina dove milita per due stagioni, mancando per un solo punto lo scudetto nell'annata 1981-1982.
Nel 1983 viene ingaggiato dalla Roma, con cui vince due Coppe Italia nelle edizioni 1983-1984 e 1985-1986 (stagione, quest'ultima, in cui in campionato perde nuovamente lo scudetto al rush finale), e raggiunge nel 1984 la finale della Coppa dei Campioni, persa dai giallorossi contro il Liverpool ai tiri di rigore; in questa occasione, proprio Graziani è tra coloro che fallirono il proprio tentativo dal dischetto.
Dopo due stagioni nelle file dell'Udinese (primo anno in A, secondo anno in B), e una fugace apparizione nel campionato australiano nelle file dell'APIA Leichhardt, chiude l'attività agonistica nel 1988.

#### Nazionale

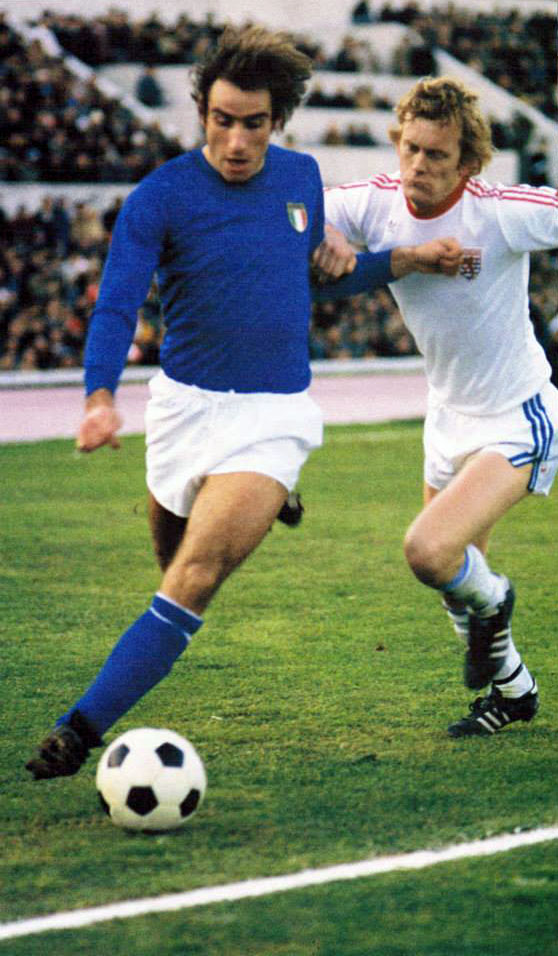
Graziani in nazionale nel 1977

Graziani collezionò un ricco bottino nella nazionale italiana: 64 partite con 23 gol. Con 47 gare e 20 reti realizzate quando era in maglia granata, è il giocatore torinista con più presenze e gol in azzurro di sempre. Esordisce il 19 aprile 1975 contro la Polonia e realizza la sua prima rete il 7 aprile 1976 contro il Portogallo.
Partecipa al campionato del mondo 1978 in Argentina, al quale arriva come titolare, per poi essere tuttavia scalzato dall'emergente Paolo Rossi, e vince il campionato del mondo 1982 in Spagna, giocando tutte le partite come esterno sinistro d'attacco al posto dell'infortunato Bettega, che era stato titolare durante le qualificazioni. In quest'edizione segna un gol nel pareggio 1-1 contro il Camerun, che risulta essere decisivo ai fini della qualificazione alla seconda fase, avvenuta per numero di reti segnate, proprio ai danni della squadra africana; nella finale di Madrid viene però sostituito da Altobelli dopo soli 7 minuti di gioco a causa di un infortunio alla spalla.

### Allenatore e dirigente
Al termine della carriera agonistica, è stato dirigente e, con fortune alterne, allenatore.
Dopo l'esonero di Bruno Giorgi, ha guidato la Fiorentina negli ultimi quattro turni del campionato di Serie A 1989-1990, ottenendo la salvezza; nella stessa stagione ha superato le semifinali di Coppa UEFA contro il Werder Brema, tuttavia perdendo la successiva doppia finale contro la Juventus.
Ha brevemente allenato nell'estate 1990 l'Ascoli, venendo sollevato dall'incarico poco prima dell'inizio del campionato di Serie B a causa di sopravvenuti dissidi con il presidente Costantino Rozzi; nella stessa stagione è poi subentrato a Aldo Cerantola sulla panchina della Reggina, sempre tra i cadetti, non riuscendo a evitare la retrocessione. A metà dell'annata 1991-1992 è subentrato a Bruno Bolchi alla guida dell'Avellino, ancora in cadetteria, senza riuscire nemmeno questa volta a raggiungere la salvezza.
Nel 1993 dopo il fallimento dell'Arezzo, con l'aiuto di un comitato di tifosi e di forze imprenditoriali cittadine, iscrive una nuova società al campionato di Serie D. Nel giro di cinque anni lo traghetterà in C1 con Serse Cosmi come allenatore.
Nella stagione 2001-2002, in tandem con Maurizio Pellegrino, porta il Catania alla promozione in Serie B vincendo i play-off contro il Taranto. Nella stagione successiva rimane in tandem sulla panchina degli etnei, venendo esonerato dopo nove giornate.
Il 17 dicembre 2003 subentra alla guida del Montevarchi, in Serie C2, per poi essere sostituito dopo 16 partite da Gallorini.
Dal 2004 al 2006 si siede sulla panchina del Cervia, nell'ambito della partecipazione del sodalizio gialloblù al reality show televisivo Campioni, il sogno; con i romagnoli ottiene una promozione dall'Eccellenza alla Serie D nella stagione di esordio, e raggiunge la qualificazione ai play-off in quella seguente.

### Dopo il ritiro

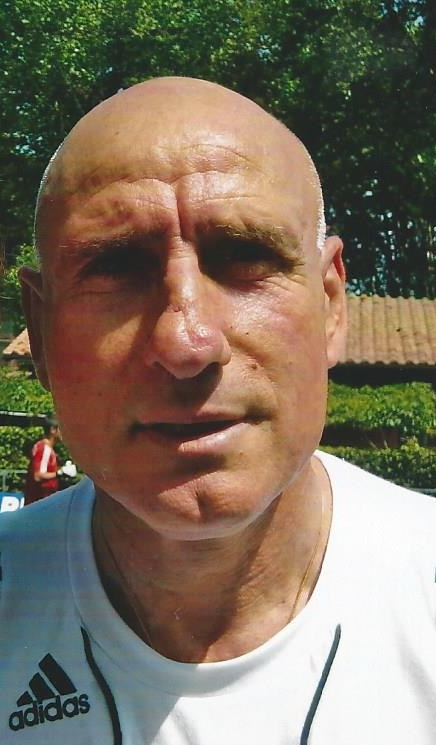
Graziani nel 2008

Già durante l'attività agonistica, Graziani è comparso nel 1984, assieme ad altri compagni di squadra nella Roma quali Carlo Ancelotti, Odoacre Chierico e Roberto Pruzzo, nel film L'allenatore nel pallone, in un cameo nei panni di se stesso al fianco di Lino Banfi. Sempre in un cameo, dopo il ritiro ha partecipato nel 2008 al sequel della pellicola, L'allenatore nel pallone 2, stavolta recitando al fianco di Pruzzo e Giancarlo Antognoni, nonché negli stessi anni a un episodio della serie televisiva I Cesaroni.
In ambito musicale, nell'autunno 1986, con altri calciatori ha formato il gruppo di canto corale Football Stars con cui ha inciso il brano Allelujah.
Nel 1994 si è candidato al Senato nel collegio di Arezzo sostenuto dal centro-destra: ha ottenuto il 17,4% dei voti, venendo battuto sia dal rappresentante del Patto per l'Italia, sia da quella dell'Alleanza dei Progressisti, Monica Bettoni Brandani, risultata poi vincente.
Dopo i due anni alla guida del Cervia, protagonista del reality show Campioni, il sogno, da metà anni 2000 Graziani è stato assorbito sempre più dal mondo dello spettacolo, con la partecipazione al reality show Reality Circus e a trasmissioni sportive sulle reti Mediaset al fianco di Maurizio Mosca e Mino Taveri per diversi anni; come ospite fisso, ha preso parte alle trasmissioni di Teo Mammucari Distraction e, assieme a Melissa Satta, Primo e ultimo. Dal 2 ottobre 2015 conduce il programma sportivo Goal Show trasmesso dall'emittente televisiva napoletana Napolitivù.
Dal 2020, insieme a Domenico Marocchino, affianca Marco Lollobrigida nella trasmissione Campioni del mondo di Rai Radio 2. Nel 2025 lascia Mediaset ed entra a far parte del cast de La Domenica Sportiva su Rai 2.

## Statistiche

### Presenze e reti nei club
| Stagione          | Squadra           | Campionato        | Campionato | Campionato | Coppe nazionali | Coppe nazionali | Coppe nazionali | Coppe continentali | Coppe continentali | Coppe continentali | Altre coppe | Altre coppe | Altre coppe | Totale | Totale |
| Stagione          | Squadra           | Comp              | Pres       | Reti       | Comp            | Pres            | Reti            | Comp               | Pres               | Reti               | Comp        | Pres        | Reti        | Pres   | Reti   |
| ----------------- | ----------------- | ----------------- | ---------- | ---------- | --------------- | --------------- | --------------- | ------------------ | ------------------ | ------------------ | ----------- | ----------- | ----------- | ------ | ------ |
| 1970-1971         | Arezzo            | B                 | 2          | 0          | CI              | 0               | 0               | -                  | -                  | -                  | -           | -           | -           | 2      | 0      |
| 1971-1972         | Arezzo            | B                 | 12         | 2          | CI              | 0               | 0               | -                  | -                  | -                  | -           | -           | -           | 12     | 2      |
| 1972-1973         | Arezzo            | B                 | 34         | 9          | CI              | 4               | 1               | -                  | -                  | -                  | -           | -           | -           | 38     | 10     |
| Totale Arezzo     | Totale Arezzo     | Totale Arezzo     | 48         | 11         |                 | 4               | 1               |                    | -                  | -                  |             | -           | -           | 52     | 12     |
| 1973-1974         | Torino            | A                 | 22         | 6          | CI              | 0               | 0               | CU                 | 1                  | 0                  | -           | -           | -           | 23     | 6      |
| 1974-1975         | Torino            | A                 | 30         | 12         | CI              | 10              | 4               | CU                 | 2                  | 0                  | -           | -           | -           | 42     | 16     |
| 1975-1976         | Torino            | A                 | 29         | 15         | CI              | 4               | 0               | -                  | -                  | -                  | -           | -           | -           | 33     | 15     |
| 1976-1977         | Torino            | A                 | 30         | 21         | CI              | 4               | 1               | CC                 | 4                  | 1                  | -           | -           | -           | 38     | 23     |
| 1977-1978         | Torino            | A                 | 29         | 11         | CI              | 5               | 3               | CU                 | 6                  | 2                  | -           | -           | -           | 40     | 16     |
| 1978-1979         | Torino            | A                 | 23         | 9          | CI              | 3               | 2               | CU                 | 2                  | 1                  | -           | -           | -           | 28     | 12     |
| 1979-1980         | Torino            | A                 | 30         | 12         | CI              | 9               | 2               | CU                 | 2                  | 1                  | -           | -           | -           | 41     | 15     |
| 1980-1981         | Torino            | A                 | 29         | 11         | CI              | 9               | 5               | CU                 | 6                  | 3                  | TC          | 0           | 0           | 44     | 19     |
| Totale Torino     | Totale Torino     | Totale Torino     | 222        | 97         |                 | 44              | 17              |                    | 23                 | 8                  |             | 0           | 0           | 289    | 122    |
| 1981-1982         | Fiorentina        | A                 | 29         | 9          | CI              | 4               | 2               | -                  | -                  | -                  | -           | -           | -           | 33     | 11     |
| 1982-1983         | Fiorentina        | A                 | 23         | 5          | CI              | 5               | 2               | CU                 | 2                  | 0                  | -           | -           | -           | 30     | 7      |
| Totale Fiorentina | Totale Fiorentina | Totale Fiorentina | 52         | 14         |                 | 9               | 4               |                    | 2                  | 0                  |             | -           | -           | 63     | 18     |
| 1983-1984         | Roma              | A                 | 24         | 5          | CI              | 11              | 2               | CC                 | 9                  | 2                  | -           | -           | -           | 44     | 9      |
| 1984-1985         | Roma              | A                 | 19         | 2          | CI              | 6               | 2               | CdC                | 4                  | 2                  | -           | -           | -           | 29     | 6      |
| 1985-1986         | Roma              | A                 | 14         | 5          | CI              | 10              | 1               | -                  | -                  | -                  | -           | -           | -           | 24     | 6      |
| Totale Roma       | Totale Roma       | Totale Roma       | 57         | 12         |                 | 27              | 5               |                    | 13                 | 4                  |             | -           | -           | 97     | 21     |
| 1986-1987         | Udinese           | A                 | 22         | 7          | CI              | 0               | 0               | -                  | -                  | -                  | -           | -           | -           | 22     | 7      |
| 1987-1988         | Udinese           | B                 | 10         | 1          | CI              | 2               | 1               | -                  | -                  | -                  | -           | -           | -           | 12     | 2      |
| Totale Udinese    | Totale Udinese    | Totale Udinese    | 32         | 8          |                 | 2               | 1               |                    | -                  | -                  |             | -           | -           | 34     | 9      |
| lug.-ago. 1988    | APIA Leichhardt   | NSL               | 2          | 0          | -               | -               | -               | -                  | -                  | -                  | -           | -           | -           | 2      | 0      |
| Totale carriera   | Totale carriera   | Totale carriera   | 413        | 142        |                 | 80              | 28              |                    | 38                 | 12                 |             | 0           | 0           | 531    | 182    |

### Cronologia presenze e reti in nazionale
| Cronologia completa delle presenze e delle reti in nazionale ― Italia | Cronologia completa delle presenze e delle reti in nazionale ― Italia | Cronologia completa delle presenze e delle reti in nazionale ― Italia | Cronologia completa delle presenze e delle reti in nazionale ― Italia | Cronologia completa delle presenze e delle reti in nazionale ― Italia | Cronologia completa delle presenze e delle reti in nazionale ― Italia | Cronologia completa delle presenze e delle reti in nazionale ― Italia | Cronologia completa delle presenze e delle reti in nazionale ― Italia |
| Data                                                                  | Città                                                                 | In casa                                                               | Risultato                                                             | Ospiti                                                                | Competizione                                                          | Reti                                                                  | Note                                                                  |
| --------------------------------------------------------------------- | --------------------------------------------------------------------- | --------------------------------------------------------------------- | --------------------------------------------------------------------- | --------------------------------------------------------------------- | --------------------------------------------------------------------- | --------------------------------------------------------------------- | --------------------------------------------------------------------- |
| 19-4-1975                                                             | Roma                                                                  | Italia                                                                | 0 – 0                                                                 | Polonia                                                               | Qual. Euro 1976                                                       | -                                                                     |                                                                       |
| 5-6-1975                                                              | Helsinki                                                              | Finlandia                                                             | 0 – 1                                                                 | Italia                                                                | Qual. Euro 1976                                                       | -                                                                     |                                                                       |
| 8-6-1975                                                              | Mosca                                                                 | Unione Sovietica                                                      | 1 – 0                                                                 | Italia                                                                | Amichevole                                                            | -                                                                     | 75’                                                                   |
| 27-9-1975                                                             | Roma                                                                  | Italia                                                                | 0 – 0                                                                 | Finlandia                                                             | Qual. Euro 1976                                                       | -                                                                     |                                                                       |
| 7-4-1976                                                              | Torino                                                                | Italia                                                                | 3 – 1                                                                 | Portogallo                                                            | Amichevole                                                            | 1                                                                     |                                                                       |
| 23-5-1976                                                             | Washington                                                            | Stati Uniti League XI                                                 | 0 – 4                                                                 | Italia                                                                | Torneo del Bicentenario                                               | 1                                                                     |                                                                       |
| 28-5-1976                                                             | New York                                                              | Inghilterra                                                           | 3 – 2                                                                 | Italia                                                                | Torneo del Bicentenario                                               | 2                                                                     |                                                                       |
| 31-5-1976                                                             | New Haven                                                             | Brasile                                                               | 4 – 1                                                                 | Italia                                                                | Torneo del Bicentenario                                               | -                                                                     |                                                                       |
| 5-6-1976                                                              | Milano                                                                | Italia                                                                | 4 – 2                                                                 | Romania                                                               | Amichevole                                                            | 1                                                                     |                                                                       |
| 22-9-1976                                                             | Copenaghen                                                            | Danimarca                                                             | 0 – 1                                                                 | Italia                                                                | Amichevole                                                            | -                                                                     |                                                                       |
| 25-9-1976                                                             | Roma                                                                  | Italia                                                                | 3 – 0                                                                 | Jugoslavia                                                            | Amichevole                                                            | 1                                                                     |                                                                       |
| 16-10-1976                                                            | Lussemburgo                                                           | Lussemburgo                                                           | 1 – 4                                                                 | Italia                                                                | Qual. Mondiali 1978                                                   | 1                                                                     |                                                                       |
| 17-11-1976                                                            | Roma                                                                  | Italia                                                                | 2 – 0                                                                 | Inghilterra                                                           | Qual. Mondiali 1978                                                   | -                                                                     |                                                                       |
| 22-12-1976                                                            | Lisbona                                                               | Portogallo                                                            | 2 – 1                                                                 | Italia                                                                | Amichevole                                                            | -                                                                     |                                                                       |
| 26-1-1977                                                             | Roma                                                                  | Italia                                                                | 2 – 1                                                                 | Belgio                                                                | Amichevole                                                            | 1                                                                     |                                                                       |
| 8-6-1977                                                              | Helsinki                                                              | Finlandia                                                             | 0 – 3                                                                 | Italia                                                                | Qual. Mondiali 1978                                                   | -                                                                     |                                                                       |
| 8-10-1977                                                             | Berlino Ovest                                                         | Germania Ovest                                                        | 2 – 1                                                                 | Italia                                                                | Amichevole                                                            | -                                                                     | 67’                                                                   |
| 15-10-1977                                                            | Torino                                                                | Italia                                                                | 6 – 1                                                                 | Finlandia                                                             | Qual. Mondiali 1978                                                   | 1                                                                     |                                                                       |
| 16-11-1977                                                            | Londra                                                                | Inghilterra                                                           | 2 – 0                                                                 | Italia                                                                | Qual. Mondiali 1978                                                   | -                                                                     | 46’                                                                   |
| 3-12-1977                                                             | Roma                                                                  | Italia                                                                | 3 – 0                                                                 | Lussemburgo                                                           | Qual. Mondiali 1978                                                   | 1                                                                     |                                                                       |
| 8-2-1978                                                              | Napoli                                                                | Italia                                                                | 2 – 2                                                                 | Francia                                                               | Amichevole                                                            | 2                                                                     |                                                                       |
| 18-5-1978                                                             | Roma                                                                  | Italia                                                                | 0 – 0                                                                 | Jugoslavia                                                            | Amichevole                                                            | -                                                                     |                                                                       |
| 6-6-1978                                                              | Mar del Plata                                                         | Italia                                                                | 3 – 1                                                                 | Ungheria                                                              | Mondiali 1978 - 1º turno                                              | -                                                                     | 83’                                                                   |
| 18-6-1978                                                             | Buenos Aires                                                          | Italia                                                                | 1 – 0                                                                 | Austria                                                               | Mondiali 1978 - 2º turno                                              | -                                                                     | 71’                                                                   |
| 21-6-1978                                                             | Buenos Aires                                                          | Paesi Bassi                                                           | 2 – 1                                                                 | Italia                                                                | Mondiali 1978 - 2º turno                                              | -                                                                     | 77’                                                                   |
| 20-9-1978                                                             | Torino                                                                | Italia                                                                | 1 – 0                                                                 | Bulgaria                                                              | Amichevole                                                            | -                                                                     |                                                                       |
| 23-9-1978                                                             | Firenze                                                               | Italia                                                                | 1 – 0                                                                 | Turchia                                                               | Amichevole                                                            | 1                                                                     | 46’                                                                   |
| 8-11-1978                                                             | Bratislava                                                            | Cecoslovacchia                                                        | 3 – 0                                                                 | Italia                                                                | Amichevole                                                            | -                                                                     | 72’                                                                   |
| 21-12-1978                                                            | Roma                                                                  | Italia                                                                | 1 – 0                                                                 | Spagna                                                                | Amichevole                                                            | -                                                                     | 27’                                                                   |
| 13-6-1979                                                             | Zagabria                                                              | Jugoslavia                                                            | 4 – 1                                                                 | Italia                                                                | Amichevole                                                            | -                                                                     |                                                                       |
| 26-9-1979                                                             | Firenze                                                               | Italia                                                                | 1 – 0                                                                 | Svezia                                                                | Amichevole                                                            | -                                                                     | 46’                                                                   |
| 17-11-1979                                                            | Udine                                                                 | Italia                                                                | 2 – 0                                                                 | Svizzera                                                              | Amichevole                                                            | 1                                                                     |                                                                       |
| 15-3-1980                                                             | Milano                                                                | Italia                                                                | 1 – 0                                                                 | Uruguay                                                               | Amichevole                                                            | 1                                                                     |                                                                       |
| 19-4-1980                                                             | Torino                                                                | Italia                                                                | 2 – 2                                                                 | Polonia                                                               | Amichevole                                                            | -                                                                     | 58’                                                                   |
| 12-6-1980                                                             | Milano                                                                | Italia                                                                | 0 – 0                                                                 | Spagna                                                                | Euro 1980 - 1º turno                                                  | -                                                                     |                                                                       |
| 15-6-1980                                                             | Torino                                                                | Italia                                                                | 1 – 0                                                                 | Inghilterra                                                           | Euro 1980 - 1º turno                                                  | -                                                                     |                                                                       |
| 18-6-1980                                                             | Roma                                                                  | Italia                                                                | 0 – 0                                                                 | Belgio                                                                | Euro 1980 - 1º turno                                                  | -                                                                     |                                                                       |
| 21-6-1980                                                             | Napoli                                                                | Cecoslovacchia                                                        | 1 – 1 dts (9 – 8 dtr)                                                 | Italia                                                                | Euro 1980 - Finale 3º-4º posto                                        | 1                                                                     | 4º posto                                                              |
| 24-9-1980                                                             | Genova                                                                | Italia                                                                | 3 – 1                                                                 | Portogallo                                                            | Amichevole                                                            | 1                                                                     |                                                                       |
| 1-11-1980                                                             | Roma                                                                  | Italia                                                                | 2 – 0                                                                 | Danimarca                                                             | Qual. Mondiali 1982                                                   | 2                                                                     |                                                                       |
| 15-11-1980                                                            | Torino                                                                | Italia                                                                | 2 – 0                                                                 | Jugoslavia                                                            | Qual. Mondiali 1982                                                   | -                                                                     |                                                                       |
| 6-12-1980                                                             | Atene                                                                 | Grecia                                                                | 0 – 2                                                                 | Italia                                                                | Qual. Mondiali 1982                                                   | -                                                                     |                                                                       |
| 3-1-1981                                                              | Montevideo                                                            | Uruguay                                                               | 2 – 0                                                                 | Italia                                                                | Mundialito - 1º turno                                                 | -                                                                     |                                                                       |
| 6-1-1981                                                              | Montevideo                                                            | Paesi Bassi                                                           | 1 – 1                                                                 | Italia                                                                | Mundialito - 1º turno                                                 | -                                                                     |                                                                       |
| 25-2-1981                                                             | Roma                                                                  | Italia                                                                | 0 – 3                                                                 | Europa                                                                | Amichevole                                                            | -                                                                     |                                                                       |
| 19-4-1981                                                             | Udine                                                                 | Italia                                                                | 0 – 0                                                                 | Germania Est                                                          | Amichevole                                                            | -                                                                     |                                                                       |
| 3-6-1981                                                              | Copenaghen                                                            | Danimarca                                                             | 3 – 1                                                                 | Italia                                                                | Qual. Mondiali 1982                                                   | 1                                                                     |                                                                       |
| 23-9-1981                                                             | Bologna                                                               | Italia                                                                | 3 – 2                                                                 | Bulgaria                                                              | Amichevole                                                            | 2                                                                     |                                                                       |
| 14-11-1981                                                            | Torino                                                                | Italia                                                                | 1 – 1                                                                 | Grecia                                                                | Qual. Mondiali 1982                                                   | -                                                                     |                                                                       |
| 5-12-1981                                                             | Napoli                                                                | Italia                                                                | 1 – 0                                                                 | Lussemburgo                                                           | Qual. Mondiali 1982                                                   | -                                                                     |                                                                       |
| 23-2-1982                                                             | Parigi                                                                | Francia                                                               | 2 – 0                                                                 | Italia                                                                | Amichevole                                                            | -                                                                     |                                                                       |
| 14-4-1982                                                             | Lipsia                                                                | Germania Est                                                          | 1 – 0                                                                 | Italia                                                                | Amichevole                                                            | -                                                                     |                                                                       |
| 28-5-1982                                                             | Ginevra                                                               | Svizzera                                                              | 1 – 1                                                                 | Italia                                                                | Amichevole                                                            | -                                                                     | 6’                                                                    |
| 14-6-1982                                                             | Vigo                                                                  | Italia                                                                | 0 – 0                                                                 | Polonia                                                               | Mondiali 1982 - 1º turno                                              | -                                                                     |                                                                       |
| 18-6-1982                                                             | Vigo                                                                  | Italia                                                                | 1 – 1                                                                 | Perù                                                                  | Mondiali 1982 - 1º turno                                              | -                                                                     |                                                                       |
| 23-6-1982                                                             | Vigo                                                                  | Italia                                                                | 1 – 1                                                                 | Camerun                                                               | Mondiali 1982 - 1º turno                                              | 1                                                                     |                                                                       |
| 29-6-1982                                                             | Barcellona                                                            | Italia                                                                | 2 – 1                                                                 | Argentina                                                             | Mondiali 1982 - 2º turno                                              | -                                                                     |                                                                       |
| 5-7-1982                                                              | Barcellona                                                            | Italia                                                                | 3 – 2                                                                 | Brasile                                                               | Mondiali 1982 - 2º turno                                              | -                                                                     |                                                                       |
| 8-7-1982                                                              | Barcellona                                                            | Italia                                                                | 2 – 0                                                                 | Polonia                                                               | Mondiali 1982 - Semifinale                                            | -                                                                     | 70’                                                                   |
| 11-7-1982                                                             | Madrid                                                                | Italia                                                                | 3 – 1                                                                 | Germania Ovest                                                        | Mondiali 1982 - Finale                                                | -                                                                     | 7’ · 3º titolo mondiale                                               |
| 27-10-1982                                                            | Roma                                                                  | Italia                                                                | 0 – 1                                                                 | Svizzera                                                              | Amichevole                                                            | -                                                                     |                                                                       |
| 4-12-1982                                                             | Firenze                                                               | Italia                                                                | 0 – 0                                                                 | Romania                                                               | Qual. Euro 1984                                                       | -                                                                     | 19’                                                                   |
| 12-2-1983                                                             | Limassol                                                              | Cipro                                                                 | 1 – 1                                                                 | Italia                                                                | Qual. Euro 1984                                                       | -                                                                     |                                                                       |
| 29-5-1983                                                             | Göteborg                                                              | Svezia                                                                | 2 – 0                                                                 | Italia                                                                | Qual. Euro 1984                                                       | -                                                                     | 61’                                                                   |
| Totale                                                                |                                                                       | Presenze (23º posto)                                                  | 64                                                                    |                                                                       | Reti (9º posto)                                                       | 23                                                                    |                                                                       |

### Statistiche da allenatore
In grassetto la competizione vinta.
| Stagione            | Squadra         | Campionato      | Campionato | Campionato | Campionato | Campionato | Coppe nazionali | Coppe nazionali | Coppe nazionali | Coppe nazionali | Coppe nazionali | Coppe continentali | Coppe continentali | Coppe continentali | Coppe continentali | Coppe continentali | Altre coppe | Altre coppe | Altre coppe | Altre coppe | Altre coppe | Totale | Totale | Totale | Totale | % Vittorie | Piazzamento       |
| Stagione            | Squadra         | Comp            | G          | V          | N          | P          | Comp            | G               | V               | N               | P               | Comp               | G                  | V                  | N                  | P                  | Comp        | G           | V           | N           | P           | G      | V      | N      | P      | %          | Piazzamento       |
| ------------------- | --------------- | --------------- | ---------- | ---------- | ---------- | ---------- | --------------- | --------------- | --------------- | --------------- | --------------- | ------------------ | ------------------ | ------------------ | ------------------ | ------------------ | ----------- | ----------- | ----------- | ----------- | ----------- | ------ | ------ | ------ | ------ | ---------- | ----------------- |
| apr.- giu. 1990     | Fiorentina      | A               | 4          | 2          | 1          | 1          | CI              | 0               | 0               | 0               | 0               | CU                 | 3                  | 0                  | 2                  | 1                  | -           | -           | -           | -           | -           | 7      | 2      | 3      | 2      | 28,57      | Sub., 12°         |
| ago. 1990           | Ascoli          | B               | 0          | 0          | 0          | 0          | CI              | 1               | 1               | 0               | 0               | -                  | -                  | -                  | -                  | -                  | -           | -           | -           | -           | -           | 1      | 1      | 0      | 0      | 100,00&    | eson.             |
| dic. 1990-apr. 1991 | Reggina         | B               | 14         | 3          | 5          | 6          | CI              | 0               | 0               | 0               | 0               | -                  | -                  | -                  | -                  | -                  | -           | -           | -           | -           | -           | 14     | 3      | 5      | 6      | 21,43      | Sub., eson.       |
| apr.-giu. 1992      | Avellino        | B               | 10         | 2          | 1          | 7          | CI              | 0               | 0               | 0               | 0               | -                  | -                  | -                  | -                  | -                  | -           | -           | -           | -           | -           | 10     | 2      | 1      | 7      | 20,00      | Sub., 20° (Retr.) |
| apr.-giu. 2002      | Catania         | C1              | 2+4        | 1+2        | 0+1        | 1+1        | CI+CI-C         | 0               | 0               | 0               | 0               | -                  | -                  | -                  | -                  | -                  | -           | -           | -           | -           | -           | 6      | 3      | 1      | 2      | 50,00      | Sub., 2° (prom.)  |
| ago.-nov. 2002      | Catania         | B               | 10         | 2          | 3          | 5          | CI              | 2               | 0               | 0               | 2               | -                  | -                  | -                  | -                  | -                  | -           | -           | -           | -           | -           | 12     | 2      | 3      | 7      | 16,67      | eson.             |
| Totale Catania      | Totale Catania  | Totale Catania  | 16         | 5          | 4          | 7          |                 | 2               | 0               | 0               | 2               |                    | -                  | -                  | -                  | -                  |             | -           | -           | -           | -           | 18     | 5      | 4      | 9      | 27,78      |                   |
| dic. 2003-apr. 2004 | Montevarchi     | C2              | 16         | 5          | 4          | 7          | CI-C            | 0               | 0               | 0               | 0               | -                  | -                  | -                  | -                  | -                  | -           | -           | -           | -           | -           | 16     | 5      | 4      | 7      | 31,25      | Sub., eson.       |
| 2004-2005           | Cervia          | Ecc.            | 34         | 20         | 12         | 2          | -               | -               | -               | -               | -               | -                  | -                  | -                  | -                  | -                  | -           | -           | -           | -           | -           | 34     | 20     | 12     | 2      | 58,82      | 1°, prom.         |
| 2005-2006           | Cervia          | D               | 34+1       | 14         | 14         | 6+1        | CI-D            | 10              | 4               | 4               | 2               | -                  | -                  | -                  | -                  | -                  | -           | -           | -           | -           | -           | 45     | 18     | 18     | 9      | 40,00      | 4°                |
| Totale Cervia       | Totale Cervia   | Totale Cervia   | 68+1       | 34         | 26         | 8+1        |                 | 10              | 4               | 4               | 2               |                    | -                  | -                  | -                  | -                  |             | -           | -           | -           | -           | 79     | 38     | 30     | 11     | 48,10      |                   |
| Totale carriera     | Totale carriera | Totale carriera | 129        | 51         | 41         | 37         |                 | 13              | 5               | 4               | 4               |                    | 3                  | 0                  | 2                  | 1                  |             | -           | -           | -           | -           | 145    | 56     | 47     | 42     | 38,62      |                   |

## Palmarès

### Giocatore

#### Club
- Campionato italiano: 1

Torino: 1975-1976
- Coppa Italia: 2

Roma: 1983-1984, 1985-1986

#### Nazionale
- Campionato mondiale: 1

Spagna 1982

#### Individuale
- Capocannoniere della Serie A: 1

1976-1977 (21 gol)
- Capocannoniere della Coppa Italia: 1

1980-1981 (5 gol)

### Allenatore
- Eccellenza: 1

Cervia: 2004-2005 (girone B)